# Уланский Его Величества лейб-гвардии полк

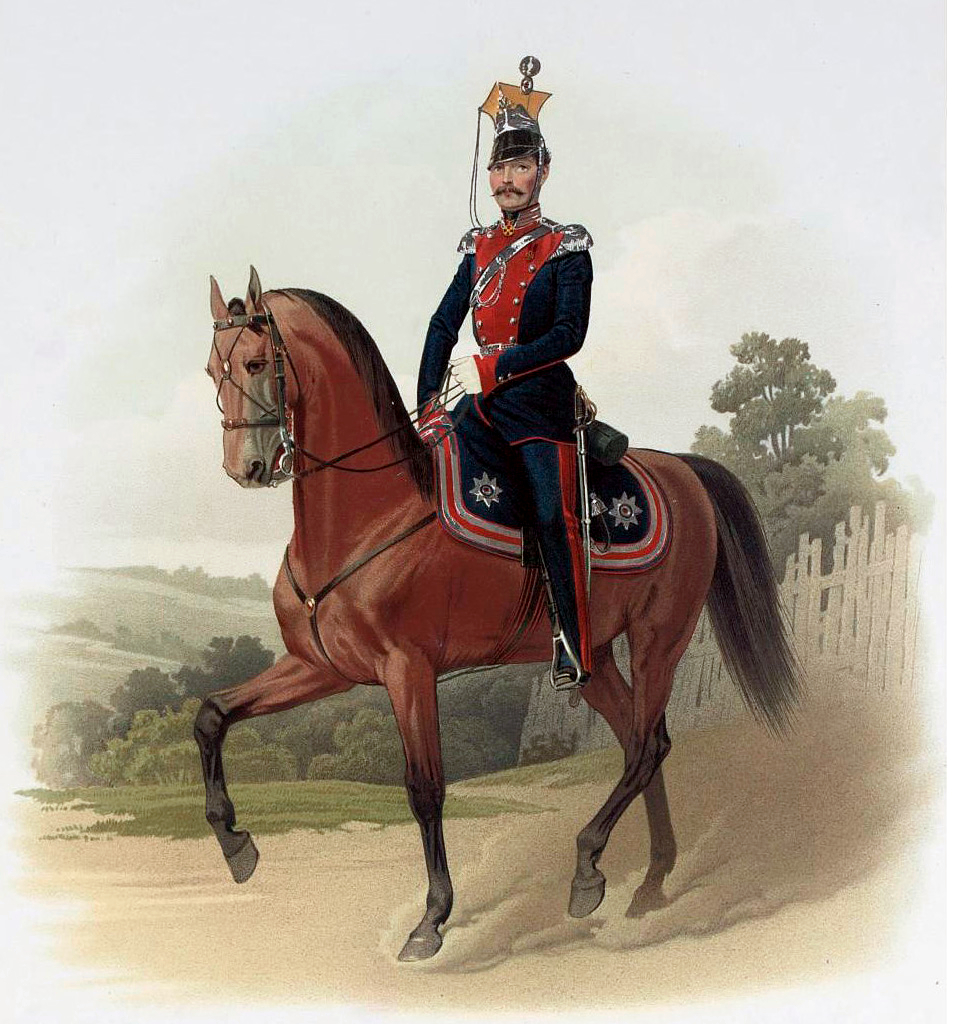
Пиратский К. К. Штаб-офицер Лейб-Гвардии Уланского Его Величества полка. 1855 г.

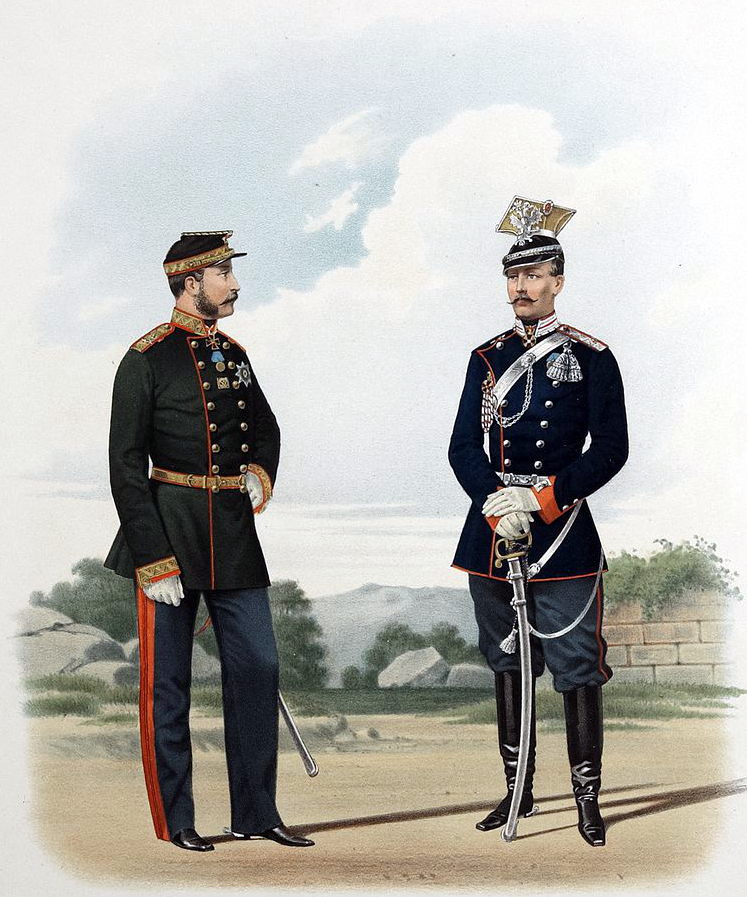
Губарев П. К. Генералы лёгкой кавалерии и Уланского Его Величества лейб-гвардии полка. 1868 г.

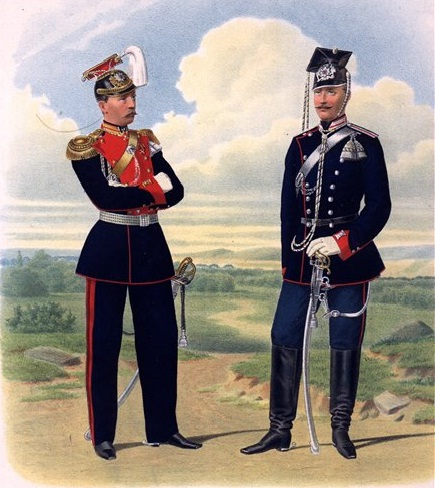
Губарев П. К. Штаб-офицер Л. Гв. Уланского и Обер-офицер Л. Гв. Уланского Его Величества полков. 1871 г.

Лейб-гвардии Уланский Его Величества полк — лейб-гвардейское кавалерийское формирование (уланский полк) Русской императорской армии.
Сформирован в 1817 году в Варшаве из 1-го дивизиона лейб-гвардии Уланского полка, находившегося при гвардейском отряде цесаревича Константина Павловича, с добавлением людей из других гвардейских кавалерийских полков, преимущественно уроженцев Западного края, на правах старой гвардии, под наименованием — Лейб-гвардии Уланский Его Императорского Высочества цесаревича полк. В 1831 году шефом назначен великий князь Михаил Павлович, в 1849 году — наследник цесаревич Александр Николаевич. Последний, по восшествии на престол, сохранил звание шефа, и полк переименован в лейб-гвардии Уланский Его Величества. Дано старшинство от Лейб-Гвардии Уланского полка, выделившего два эскадрона на создание Лейб-Гвардии Уланского Е. И. В. Цесаревича полка, — 11 сентября 1851 года.
Нижние чины полка комплектовались из тёмных шатенов и брюнетов. Общая полковая масть коней — гнедая. 1-й эскадрон — самые крупные светло-гнедые, 2-й эскадрон — светло-гнедые белоногие, 3-й эскадрон — гнедые без отметин, 4-й эскадрон — тёмно-гнедые, 5-й эскадрон — светло-гнедые, 6-й эскадрон — самые крупные тёмно-гнедые.

## История полка
- 7.12.1817 г. — из находившихся в Варшаве с 1814 году в отряде гвардейских войск при великом князе цесаревиче Константине Павловиче 1-го дивизиона лейб-гвардии Уланского полка с добавлением людьми, набранных из других гвардейских кавалерийских полков сформирован на правах старой гвардии лейб-гвардии Уланский Его Императорского Высочества Цесаревича полк в составе 4-х эскадронов. Дано старшинство от образовавших лейб-гвардии Уланский полк гусарских полков.
- 6.10.1831 г. — наименован лейб-гвардии Уланским Его Императорского Высочества Михаила Павловича полком.
- 29.05.1832 г. — переформирован в 6 действующих эскадронов с одним запасным.
- 6.04.1836 г. — запасный эскадрон назван 7-м резервным и сформирован новый запасный эскадрон.
- 19.09.1849 г. — лейб-гвардии Уланский Его Императорского Высочества наследника цесаревича полк.
- 19.02.1855 г. — лейб-гвардии Уланский Его Величества полк.
- 26.06.1856 г. — переформирован в 6 действующих и 2 резервных эскадрона.
- 18.09.1856 г. — переформирован в 4 действующих и резервный № 5-го эскадрон
- 29.12.1863 г. — 5-й резервный эскадрон отделен от полка в состав особой гвардейской резервной кавалерийской бригады и назван резервным эскадроном лейб-гвардии Уланского Его Величества полка
- 4.08.1864 г. — в связи с упразднением гвардейской резервной кавалерийской бригады, резервному эскадрону повелено состоять отдельно от полка в ведении командования Отдельного гвардейского корпуса.
- 27.07.1875 г. — резервный эскадрон назван запасным.
- 6.08.1883 г. — полк переформирован в 6 эскадронов, а запасный эскадрон — в отделение кадра
- 4.03.1917 г. — лейб-гвардии 2-й Уланский полк
- 8.06.1917 г. — Гвардейский Уланский Варшавский полк
- В ноябре 1917 г. из состава полка были выделены Сердючный Запорожский конный полк армии Украинской Народной Республики и польский эскадрон[4]
- 4.03.1918 г. — полк расформирован (пр. Московского областного комиссариата по военным делам № 236 от 4.03.1918 г.)
- Возрождён во ВСЮР. Офицеры полка (5 чел.) послужили ядром 1-го кавалерийского дивизиона («полковника Гершельмана»). Эскадрон (в марте 1919 г. дивизион) полка в октябре 1918 г. входил в Запасный кавалерийский полк, с весны до июня 1919 г. — в состав Гвардейского Сводно-кавалерийского дивизиона. С 19 июня 1919 г. дивизион полка входил в состав сформированного 2-го Гвардейского Сводно-кавалерийского полка, где в июле 1919 г. уланы Его Величества были представлены двумя эскадронами. С 15 декабря 1919 г. эскадрон полка входил в Сводно-гвардейский кавалерийский полк 1-й кавалерийской дивизии и Сводную кавалерийскую бригаду, а по прибытии в Крым с 16 апреля 1920 г. стал 6-м эскадроном Гвардейского кавалерийского полка. В Галлиполи прибыли 7 офицеров. Кроме того, в Сибири воевали 3 его офицера, в Северо-Западной армии — 4. Полк потерял в Белом движении 26 офицеров (5 расстреляны, 13 убиты и 8 умерли от болезней).

Полковое объединение в эмиграции (Париж) к 1923 г. насчитывало около 50 офицеров, на 1951 г. — 28 чел.

## Форма 1914 года
Общеуланский. Мундир (парадный), мундир (повседневный), тулья, вальтрап — тёмно-синий, воротник, выпушка, лацкан, погоны, обшлага, клапан — пальто, шинели, обшивка — алый, околыш, накладка шапка — жёлтый, металлический прибор — серебряный.

### Флюгер
Цветы: Верхняя половина и нижняя полоска — жёлтый, нижняя половина и верхняя полоска — алый.

## Знаки отличия
- 1876 г. Георгиевский полковой штандарт с надписью: «За взятие при Красном неприятельского знамени и за отличие при поражении и изгнании непрятеля из пределов России 1812 г.». В связи с юбилеем Санкт-Петербурга 24 мая 2003 года Государственному Эрмитажу для будущего Музея Гвардии был передан штандарт Лейб-Гвардии Его Величества Уланского полка.
- 1826 г. 22 Георгиевские трубы с надписью «Л.-Гв. Уланскому Его Императорского Высочества полку, за отличные подвиги, оказанные в достопамятную кампанию, благополучно оконченную в 1814 г.»
- 1830 г. 15 серебряных труб с надписью: «Лейб-Гвардии Уланского Его Императорского Высочества полка»
- 1878 г. Знаки на головные уборы с надписью: «За отличие в Турецкую войну 1877-78 гг.»

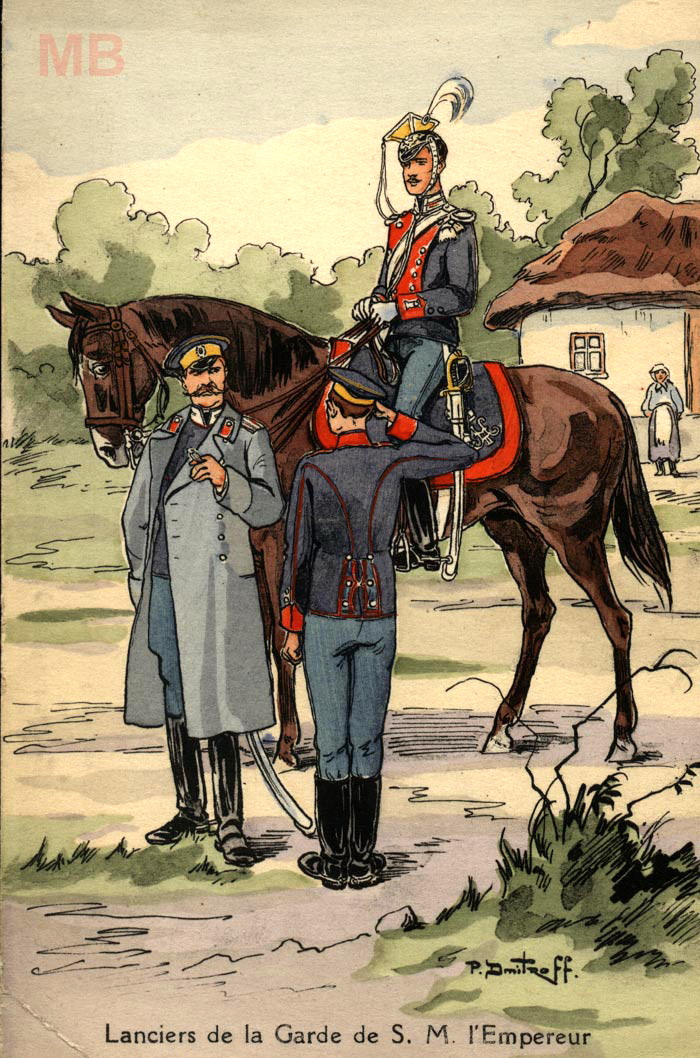
Военная форма. 1914. Лейб-гвардии Уланский Его Величества полк

- Георгиевский юбилейный штандарт образца 1857 года. Полотнище и квадраты желтые, шитьё серебряное. Навершие образца 1875 года, высеребренное. Древко тёмно-зелёное с высеребренными желобками. С 1877 года под орлом на штандарте носился образок полковой иконы. В 1917 году штандарт был знаменем Объединённого гвардейского кавалерийского эскадрона, в котором служили многие офицеры Уланского полка. Во время эвакуации частей Белой армии из Крыма в 1920 году реликвия была вывезена из России. Штандарт хранился в созданном русскими эмигрантами в Югославии Музее памяти императора Николая II. Летом 1944 года штандарт был разобран и хранился в специальном убежище в Белграде. В 1948 году он оказался в США, сначала хранился в Храме Христа Спасителя в Нью-Йорке, а затем был сдан на временное хранение в небольшой музей в штате Канзас.
- Андреевская юбилейная лента 1876 году.

## Командиры
- 07.12.1817 — 14.07.1828 — генерал-майор (с 22.08.1826 генерал-лейтенант) Альбрехт, Александр Иванович ;
- 14.07.1828 — 18.04.1837 — генерал-майор Марков, Иван Васильевич ;
- 18.04.1837 — 22.01.1847[5] — полковник (с 03.04.1838 генерал-майор) Матвеев, Алексей Парменович;
- 22.01.1847 — 07.10.1848 — генерал-майор Безобразов, Сергей Дмитриевич ;
- 07.10.1848 — 06.01.1849 — генерал-майор Бертье, Маврикий Феликсович ;
- 14.01.1849 — 06.12.1849 — генерал-майор Свиты Е. И. В. барон Притвиц, Карл Карлович ;
- 06.12.1849 — 13.10.1856 — полковник (с 30.03.1852 генерал-майор, с 17.11.1855 в Свите) Курсель, Александр Федорович ;
- 13.10.1856 — 26.11.1858 — флигель-адъютант полковник (с 30.08.1858 генерал-майор Свиты) князь Яшвиль, Владимир Владимирович ;
- 26.11.1858 — 12.08.1862 — флигель-адъютант полковник (с 17.04.1860 генерал-майор Свиты) Стюрлер, Александр Николаевич ;
- 12.08.1862 — 08.05.1866 — генерал-майор (с 13.02.1863 в Свите) граф Крейц, Пётр Киприанович ;
- 08.05.1866 — 28.06.1875 — флигель-адъютант полковник (с 30.08.1867 генерал-майор Свиты) князь Шаховской, Иван Фёдорович ;
- 27.07.1875 — 01.07.1883[6] — флигель-адъютант полковник (с 01.01.1878 генерал-майор Свиты) барон Притвиц, Николай Карлович ;
- 01.07.1883 — 08.04.1889 — флигель-адъютант полковник (с 24.04.1888 генерал-майор) Ореус, Михаил Фёдорович[7]
- 05.06.1889 — 22.05.1890 — генерал-майор Рынкевич, Ефим Ефимович
- 11.06.1890 — 19.08.1894 — генерал-майор Алексеев, Александр Петрович
- 19.08.1894 — 02.08.1897 — генерал-майор Скалон, Георгий Антонович
- 09.08.1897 — 10.02.1899 — генерал-майор барон Бистром, Александр Николаевич
- 10.02.1899 — 26.01.1904 — генерал-майор фон Баумгартен, Леонтий Николаевич
- 03.02.1904 — 16.02.1906 — генерал-майор Крузенштерн, Николай Фёдорович
- 16.02.1906 — 22.12.1906 — полковник (с 06.12.1906 генерал-майор) Стахович, Павел Александрович
- 22.12.1906 — 22.12.1910 — генерал-майор Фельдман, Эспер Александрович
- 01.01.1911 — 24.12.1913 — полковник (с 13.02.1911 генерал-майор, с 05.10.1912 в Свите) барон Маннергейм, Карл-Густав-Эмилий Карлович
- 24.12.1913 — 24.06.1915 — генерал-майор (с 15.08.1914 в Свите) Абалешев, Александр Александрович
- 24.06.1915 — 26.08.1916 — полковник (с 16.10.1915 генерал-майор Свиты) Офросимов, Павел Александрович
- 09.09.1916 — хх.11.1917 — флигель-адъютант полковник князь Эристов, Георгий Николаевич
- ??[уточнить].11.1917 — ??[уточнить].12.1917 — полковник Домонтович, Сергей Алексеевич.